# William Clegg
Sir William Edwin Clegg (Sheffield, 21 aprile 1852 – Sheffield, 22 agosto 1932) è stato un calciatore e politico inglese, di ruolo difensore.

## Biografia
Nasce a Sheffield, città nella quale vive per tutta la vita. Aveva cinque fratelli, tra i quali John Charles, con e contro cui ha giocato durante la sua carriera da calciatore. Sposatosi due volte, ha avuto un figlio e una figlia. Perisce in una casa di cura a Sheffield, nel 1932.

## Caratteristiche tecniche
Nel libro Football Annual del 1875 di Charles Alcock è descritto come un calciatore "dal tiro sicuro e un buon difensore".

## Carriera

### Nel calcio
Gioca insieme al fratello nelle società di Sheffield, all'inizio al Wednesday, in seguito anche all'Albion, rappresentano la Sheffield Association nella prima partita tra associazioni giocando contro la FA a Bramall Lane il 2 dicembre 1871: l'incontro si chiude sul 3-1 per Sheffield.
Il 15 ottobre 1878 sperimenta la prima partita giocata sotto illuminazione artificiale giocando in un incontro tra i "Blues", capitanati da se stesso, e i "Reds", capitanati dal fratello: al Bramall Lane, davanti a circa 20.000 persone, i "Reds" vinsero il match per 2-0. Ritiratosi dal calcio per un infortunio, diviene il presidente dello Sheffield Wednesday e il vice presidente della Sheffield and Hallamshire Football Association.
Terminata la carriera da calciatore, i fratelli Clegg iniziarono ad arbitrare.
Divenuto un avvocato, il suo caso più famoso riguarda quello di Charles Peace, un assassino di cui Clegg era avvocato difensore.

### Nella politica
Nel 1898 diviene il sindaco di Sheffield rappresentando il partito Liberale, divenendo noto come il re senza corona di Sheffield. Nel 1906 viene nominato cavaliere. Clegg è il leader del partito Liberare nel Consiglio comunale della città di Sheffield dal 1895. Nei suoi primi anni di mandato inizia una campagna di municipalizzazione dei tram nella città, e quindi per la costruzione di case popolare. Riesce a garantire la costruzione di una proprietà a Wincobank, e nel 1909 inizia un progetto per la costruzione di 400 case. Ha anche agito con il maggiore finanziatore del gruppo liberale locale.
È stato considerato come schierato politicamente a destra nel partito Liberale, associato alla lega liberale. Si oppose al socialismo, rimanendo ostile al partito Laburista. Dal 1909 si è alleato con il gruppo del partito Conservatore presente nel consiglio comunale. Nel 1920 i due partiti hanno formato l'Associazione dei Cittadini (Citizens' Association), della quale Clegg diviene il primo leader. Avversario politico di David Lloyd George, nel 1926 l'Associazione dei Cittadini perde il controllo del consiglio comunale ai danni del partito Laburista.
Uscito dal consiglio comunale, si dedica al lavoro sociale, al lavoro filantropico e in particolare all'istruzione. Diviene il pro-rettore dell'Università di Sheffield e presidente del comitato dell'educazione a Sheffield.